# Japanische Badminton-Mittelschulmeisterschaft
Japanische Badminton-Mittelschulmeisterschaften (jap. 全国中学校バドミントン大会) werden seit 1971 ausgetragen. Es handelt sich dabei um Meisterschaften von Mittelschulteams, wobei getrennte Wettbewerbe für Jungen- und Mädchenteams ausgetragen. 2012 fanden die Meisterschaften zum 42. Mal statt.

## Die Meister
| Nr. | Jahr | Austragungsort    | Jungenteam           | Mädchenteam               |
| --- | ---- | ----------------- | -------------------- | ------------------------- |
| 1   | 1971 | Tokio             | Präfektur Shiga      | Präfektur Osaka           |
| 2   | 1972 | Aichi             | Präfektur Nara       | Präfektur Osaka           |
| 3   | 1973 | Tochigi           | Präfektur Shiga      | Präfektur Shiga           |
| 4   | 1974 | Tokio             | Präfektur Shiga      | Präfektur Osaka           |
| 5   | 1975 | Tokio             | Präfektur Kumamoto   | Präfektur Kumamoto        |
| 6   | 1976 | Miyagi            | Präfektur Kumamoto   | Präfektur Shiga           |
| 7   | 1977 | Mie               | Präfektur Kumamoto   | Präfektur Kumamoto        |
| 8   | 1978 | Aichi             | Präfektur Kanagawa   | Präfektur Kumamoto        |
| 9   | 1979 | Hyōgo             | Präfektur Osaka      | Präfektur Kumamoto        |
| 10  | 1980 | Kumamoto          | Chōfu Daishi         | Kumamoto Shin’ai Jogakuin |
| 11  | 1981 | Nara              | Kumamoto Sakurayama  | Shijonawate Gakuen        |
| 12  | 1982 | Niigata           | Fukui Kōyō           | Akeno                     |
| 13  | 1983 | Yamagata          | Kumamoto Sakurayama  | Akeno                     |
| 14  | 1984 | Osaka             | Koshigaya Eishin     | Shijonawate Gakuen        |
| 15  | 1985 | Hokkaidō          | Taimei               | Kumamoto Keiryō           |
| 16  | 1986 | Tochigi           | Nanatsuka Kahoku-Dai | Kagawa Daiichi            |
| 17  | 1987 | Aichi             | Takamatsu            | Kagawa Daiichi            |
| 18  | 1988 | Iwate             | Tanashi Daiichi      | St. Ursula Gakuin         |
| 19  | 1989 | Yamaguchi         | Hirosaki Daiichi     | Kumamoto Keiryō           |
| 20  | 1990 | Kagawa            | Kagawa Daiichi       | Shijonawate Gakuen        |
| 21  | 1991 | Kumamoto          | Hirosaki Daiichi     | Shijonawate Gakuen        |
| 22  | 1992 | Toyama            | Ishige               | Kumamoto Keiryō           |
| 23  | 1993 | Shiga             | Kagawa Daiichi       | Takamatsu Tamamo          |
| 24  | 1994 | Hokkaidō          | Kagawa Daiichi       | Shijonawate Gakuen        |
| 25  | 1995 | Kanagawa          | Kagawa Daiichi       | Kagawa Daiichi            |
| 26  | 1996 | Aichi             | Tatsuruhama          | Kagawa Daiichi            |
| 27  | 1997 | Ehime             | Utsunomiya Asahi     | Takaoka Nansei            |
| 28  | 1998 | Miyagi            | Kurashiki Tsurajima  | Kawashima Nishi           |
| 29  | 1999 | Fukui             | Okagaki              | Kawashima Nishi           |
| 30  | 2000 | Kumamoto          | Hiyoshi Otsu         | St. Ursula Gakuin         |
| 31  | 2001 | Hiroshima         | Shijonawate Gakuen   | Hiyoshi Otsu              |
| 32  | 2002 | Shiga             | Saitama Sakae        | Takamatsu Ōta             |
| 33  | 2003 | Hokkaidō          | Saitama Sakae        | St. Ursula Gakuin         |
| 34  | 2004 | Ibaraki           | Saitama Sakae        | Hiyoshi Otsu              |
| 35  | 2005 | Gifu              | Katsuyama Nanbu      | St. Ursula Gakuin         |
| 36  | 2006 | Tokushima         | Saitama Sakae        | Tokushima                 |
| 37  | 2007 | Fukushima         | Ōfu Minami           | St. Ursula Gakuin Eichi   |
| 38  | 2008 | Fukui             | Saitama Sakae        | Wagō                      |
| 39  | 2009 | Nagasaki          | Saitama Sakae        | Tomioka Daiichi           |
| 40  | 2010 | Okayama           | Tomioka Daiichi      | St. Ursula Gakuin Eichi   |
| 41  | 2011 | Shiga             | Inawashiro           | Inawashiro                |
| 42  | 2012 | Chiba             | Inawashiro           | Inawashiro                |
| 43  | 2013 | Shizuoka          | Inawashiro           | Inawashiro                |
| 44  | 2014 | Ehime             | Namioka              | Inawashiro                |
| 45  | 2015 | Hokkaido          | Saitama              | Saitama                   |
| 46  | 2016 | Ishikawa          | Namioka              | Inawashiro                |
| 47  | 2017 | Saga              | Inawashiro           | Inawashiro                |
| 48  | 2018 | Yamaguchi         | Inawashiro           | Inawashiro                |
| 49  | 2019 | Hyōgo             | Futaba Mirai Gakuen  | Futaba Mirai Gakuen       |
| 50  | 2020 | nicht ausgetragen | nicht ausgetragen    | nicht ausgetragen         |
| 51  | 2021 | Yamanashi         | Saitama              | Aomori Yamada             |
| 52  | 2022 | Hirosaki          | Futaba Mirai Gakuen  | Aomori Yamada             |
| 53  | 2023 | Kochi             | Futaba Mirai Gakuen  | Futaba Mirai Gakuen       |
| 54  | 2024 | Hirosaki          | Futaba Mirai Gakuen  | Futaba Mirai Gakuen       |
| 55  | 2025 | Katsuyama         | Futaba Mirai Gakuen  | Saitama Garden            |